# Csonka Emil
Csonka Emil (Szombathely, 1923. július 5. – München, 1982. október 16.) újságíró, történész.

## Életrajza
A budapesti Tudományegyetemen kezdte felsőfokú tanulmányait, de mivel 1945 tavaszán Nyugatra települt át, így doktori diplomáját már a bolognai egyetemen szerezte meg magyar irodalomból.
Kevéssé ismert, hogy a második világháború alatt Csonka Emil a nyilas/hungarista Összetartás újságírója és a Nyilaskeresztes Párt Országos Ifjúsági és Propaganda Vezetője volt. Csonka a nyilas puccsról könyvet is írt Szálasi küzdelmeiből: hogyan történt a hatalom átvétele címmel, eszerint fegyveresen vett részt a hatalomátvételben.
A háború vége előtt a nyilasok többségével ő is emigrált, elszámoltatva sohasem lett, múltjáról nem írt, különösebb gond nélkül beilleszkedett a nyugati magyar emigrációba.
Élt Ausztriában, majd Münchenbe költözött. 1951 szeptemberétől egészen haláláig a Szabad Európa Rádiónál dolgozott Vasvári Gergely néven. Nem sokkal 1962 májusi indulása után átvette az Új Európa című külpolitikai és kulturális szemlét, haláláig volt annak felelős szerkesztője és egyúttal kiadója. Történettudományi kutatásainak és publikációinak témája az újabbkori magyar történelem, azon belül is a Habsburg-ház 20. századi magyarországi története. Saját folyóiratában, valamint a Katolikus Szemlében, az Új Hungáriában, a Kanadai Magyarságban, illetve német és osztrák lapokban is jelentek meg írásai. Német nyelven Emilio Vasari név alatt közölték publikációit.

## Fontosabb munkái

### Csonka Emil néven
- Szálasi Ferenc országjárása (1944)[3]
- Szálasi küzdelmeiből: hogyan történt a hatalom átvétele[4]
- Habsburg Ottó. Egy különös sors története (München 1972)
- Zita története. Az utolsó magyar királyné (München 1975, Budapest 1989)
- A száműzött bíboros. Mindszenty az emigrációban (San Francisco–München 1976)
- A forradalom oknyomozó története, 1945–1956 (München 1980)
- Ein Kämpfer für Europa. Otto Habsburg im Europa Parlament (München–Linz 1982)

### Emilio Vasari név alatt
- Ein Königsdrama im Schatten Hitlers (Wien–München 1968)
- Dr. Otto Habsburg oder die Leidenschaft für Politik (Wien–München 1972)
- Zita. Kaiserin und Königin (München 1975)
- Die ungarische Revolution 1956 (Stuttgart 1981)